# Dormont
Dormont és una població dels Estats Units a l'estat de Pennsilvània. Segons el cens del 2000 tenia 9.305 habitants.

## Demografia
Segons el cens del 2000, Dormont tenia 9.305 habitants, 4.089 habitatges, i 2.314 famílies. La densitat de població era de 4.855 habitants per quilòmetre quadrat.
Dels 4.089 habitatges en un 25,1% hi vivien nens de menys de 18 anys, en un 41,6% hi vivien parelles casades, en un 11,7% dones solteres, i en un 43,4% no eren unitats familiars. En el 36% dels habitatges hi vivien persones soles el 10,9% de les quals corresponia a persones de 65 anys o més que vivien soles. El nombre mitjà de persones vivint en cada habitatge era de 2,27 i el nombre mitjà de persones que vivien en cada família era de 3,05.
Per edats la població es repartia de la següent manera: un 21,3% tenia menys de 18 anys, un 9,3% entre 18 i 24, un 34,6% entre 25 i 44, un 20,8% de 45 a 60 i un 14,1% 65 anys o més.
L'edat mediana era de 36 anys. Per cada 100 dones de 18 o més anys hi havia 85 homes.
La renda mediana per habitatge era de 38.958 $ i la renda mediana per família de 51.826 $. Els homes tenien una renda mediana de 36.286 $ mentre que les dones 27.241 $. La renda per capita de la població era de 20.520 $. Entorn del 4,8% de les famílies i el 8,1% de la població estaven per davall del llindar de pobresa.

## Poblacions properes
El següent diagrama mostra les poblacions més properes.